# Radis
Radis ist ein Ortsteil der Stadt Kemberg im Landkreis Wittenberg in Sachsen-Anhalt.

## Geografie
Radis liegt ca. 20 Kilometer südwestlich von Lutherstadt Wittenberg am Rande des Naturparks Dübener Heide.

## Geschichte

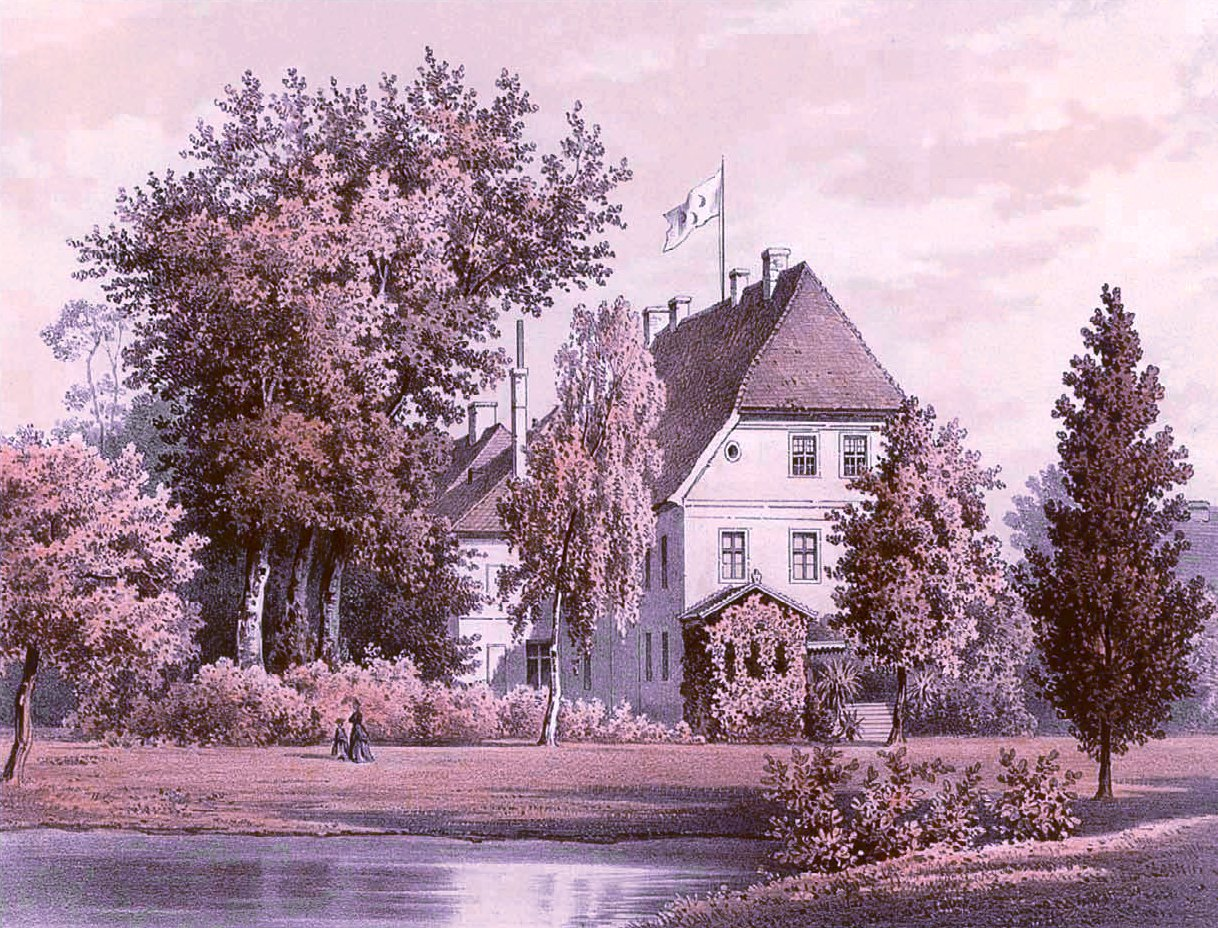
Gut Radis um 1875/77, Sammlung Alexander Duncker

1378 wurde Radis als Rodiß erstmals urkundlich erwähnt.
Ein Herrensitz ist bereits 1499 bezeugt; aus ihm entwickelte sich das spätere Rittergut, welches die Geschichte des Ortes im Kern bestimmte. Die letzten Gutsbesitzer-Generationen stellte die Familie von Bodenhausen, welche bereits 1105/1135 erstmals urkundlich Erwähnung findet. Die durchgehende Genealogie der Bodenhausen in und auf Radis ist beginnend mit Kraft von Bodenhausen (1568–1626) belegbar. Er hatte mehrere Ehrentitel, war sowohl in Mainz wie auch in Sachsen kurfürstlicher Rat, Oberst zu Roß, Hauptmann der Ämter Torgau und Liebenwerda. Sein Enkel Kammerherr Kraft Burghard von Bodenhausen erwirbt zusätzlich den Herrensitz Brandis. Der Zweig Radis erhielt am 10. Juni 1874 zu Berlin die preußische Genehmigung zur Führung des Freiherrentitel. Dieser Ehre zuteil wurde Bodo Wilke von Bodenhausen (1837–1908). Er hatte ebenso mehreren Ehrenämter inne, unter anderem herzoglich-anhaltinischer Kammerherr, Schloßhauptmann zu Dessau und Rechtsritter des Johanniterordens. Bodo war vermählt mit Anna von Bodenhausen-Burgkemnitz, Adelshochzeiten mit der mittelbaren Verwandtschaft waren damals durchaus konventionell. Als Grundbesitzer auf Radis folgte der gleichnamige Sohn Bodo Hans von Bodenhausen-Radis (1860–1911). Er war Fideikommissherr, festgelegter Erbe auf Grundlage einer Stiftung, die das Gut unbedingt in Familienhand halten sollte. Auch er war Mitglied der Johanniterritter und zugleich Landrat des Kreises Wittenberg, vermählt mit Eleonore von Seidlitz und Ludwigsdorf (1877–1957). Sie lebte auch noch nach dem Kriegsende in Radis. Das Ehepaar hatte zwei Töchter und einen Sohn, Kraft von Bodenhausen, dem letzten Gutsherrn in Radis. Seine Besitzungen um Radis hatten Anfang der 1920er Jahre einen Umfang von 1272 ha Land, davon waren konkret 1100 ha Wald. Als Pächter agierte zu jener Zeit sein Neffe Fedor von Wuthenau.
Von 1952 bis 1994 gehörte Radis zum Kreis Gräfenhainichen (DDR-Bezirk Halle, ab 1990 Land Sachsen-Anhalt).
Am 1. Januar 2010 wurde die bis dahin selbstständige Gemeinde Radis zusammen mit den Gemeinden Dabrun, Eutzsch, Rackith, Rotta, Schleesen, Selbitz, Uthausen und Wartenburg in die Stadt Kemberg eingemeindet. Gleichzeitig wurde die Verwaltungsgemeinschaft Kemberg, zu der Radis gehört hatte, aufgelöst.

## Kultur und Sehenswürdigkeiten
Pabsthaus
Der Pabst ist ein Waldstück ca. zwei Kilometer westlich von Radis. Das in diesem Waldstück gelegene Pabsthaus ist das Geburtshaus von Johann Gottfried Galle. Er wurde u. a. durch seine Entdeckung des Planeten Neptun im Jahr 1846 zu einem der bedeutendsten deutschen Astronomen.
Zu Ehren dieses Wissenschaftlers hat der Heimatverein Radis einen Rundwanderweg eingerichtet, der von Radis zu seinem Geburtshaus führt. Entlang dieses Johann-Gottfried-Galle-Wanderweges gibt es einen Planetenweg, an dem Schautafeln über die Planeten des Sonnensystems angebracht sind.

## Wirtschaft, Infrastruktur und Sport

### Wirtschaft
Bis 1990 existierte in Radis eine Maschinenfabrik, die ein Teil des Betriebes Landmaschinenbau Torgau („LAMATOR“) und somit auch des Kombinats Fortschritt Landmaschinen war. Ein Teil der Anlagen wurde abgerissen. Die Maschinenhalle wird heute als Lager der örtlichen Agrargesellschaft genutzt.

### Verkehr

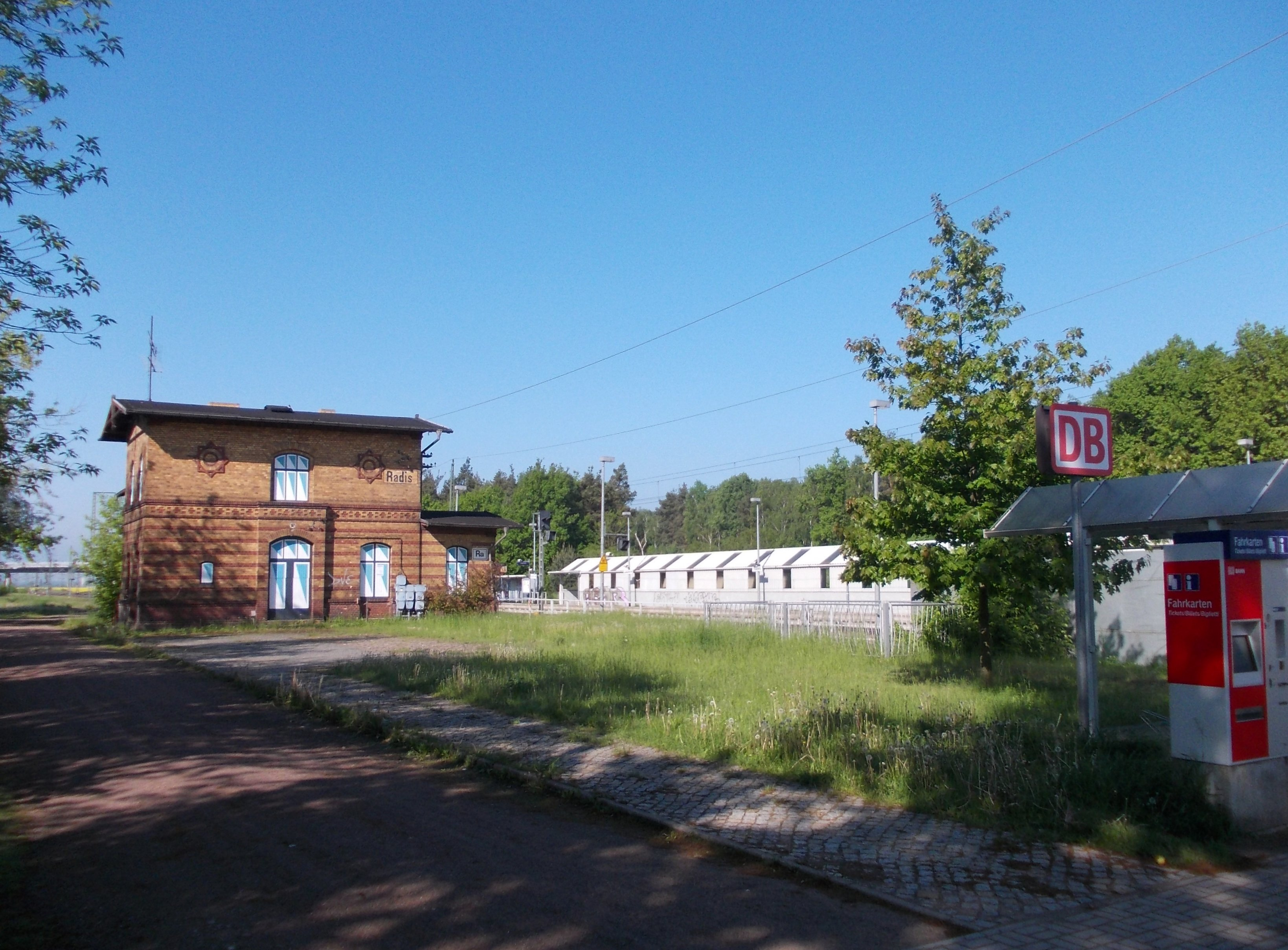
Bahnhof in Radis

Die Bundesstraße 100, die Wittenberg und Halle (Saale) verbindet, verläuft direkt durch die Gemeinde. Der Bahnhof Radis liegt an der Bahnstrecke Berlin–Halle. Die Linien S2 und S8 der S-Bahn Mitteldeutschland verbinden Radis stündlich mit Wittenberg und Bitterfeld sowie abwechselnd mit Halle und Leipzig.

### Sport
Der TuS 1947 Radis ist ein Handballverein, der in der Saison 2024/2025 in der Sachsen-Anhalt-Liga spielt. Seine Heimspiele trägt der Verein in Gräfenhainichen in der Sporthalle in der Lindenallee oder in der Sporthalle des Paul-Gerhardt-Gymnasiums aus.

## Persönlichkeiten

### Söhne und Töchter des Ortes
- Wilhelm Traugott Krug (1770–1842), Philosoph
- Johann Gottfried Galle (1812–1910), Astronom, Entdecker des Planeten Neptun
- Roland Schubert (1936–1996), Philosoph und Hochschullehrer in Magdeburg

### Mit Radis verbundene Persönlichkeiten
- Balthasar Geyder (1681–1767), Pfarrer in Radis